# NGC 635
NGC 635 је спирална галаксија у сазвежђу Кит која се налази на NGC листи објеката дубоког неба.
Деклинација објекта је - 22° 55' 44" а ректасцензија 1h 38m 17,9s. Привидна величина (магнитуда) објекта NGC 635 износи 14,5 а фотографска магнитуда 15,3. NGC 635 је још познат и под ознакама MCG -4-5-2, IRAS 01359-2310, PGC 6062.